# Tractat de Washington (1826)

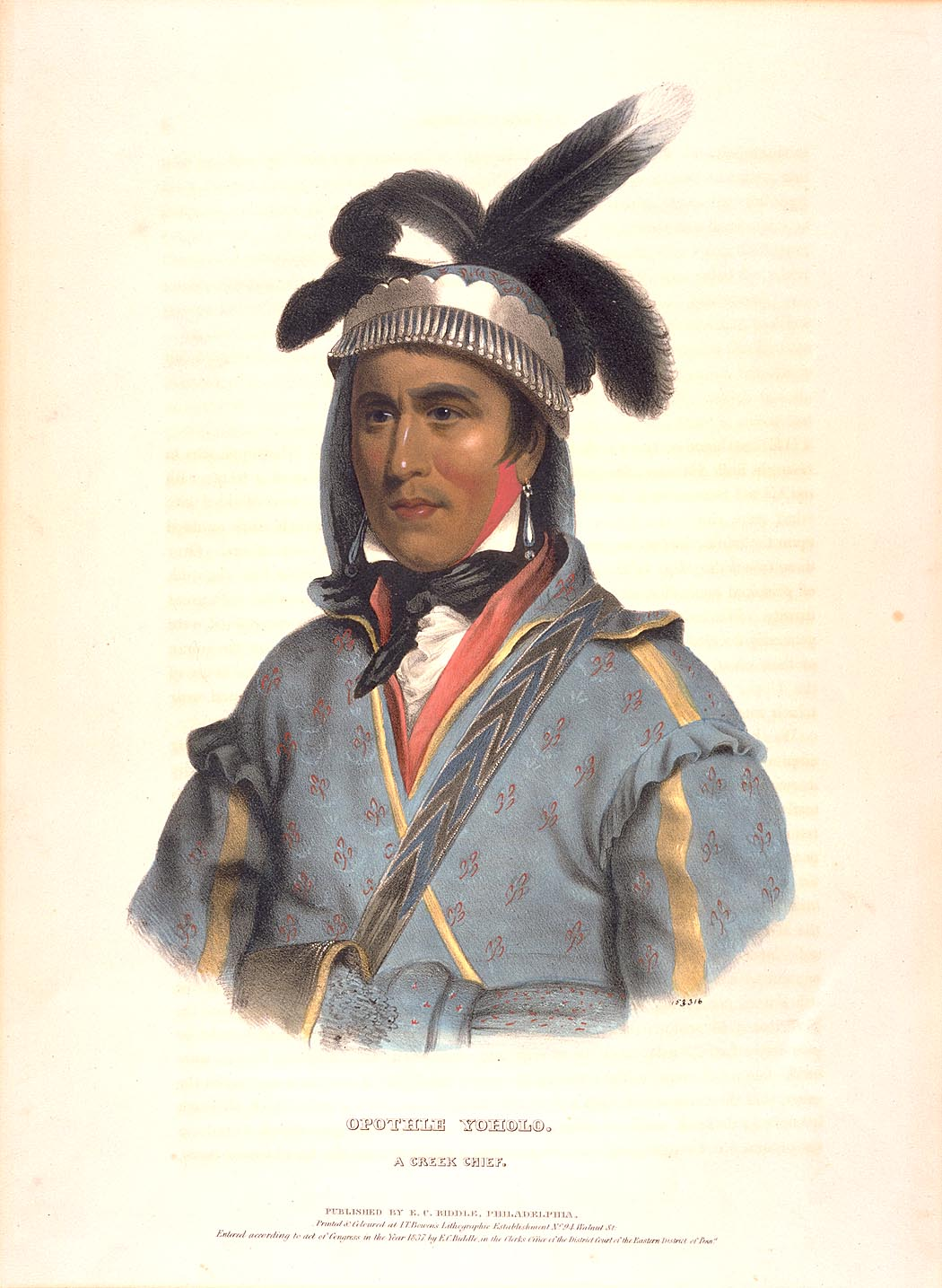
Opothleyahola

El tractat de Washington de 1826 era un acord entre el govern dels Estats Units i el Consell Nacional Creek encapçalat pel seu portaveu Opothleyahola. Els creeks cediren gran part de les seves terres en l'estat de Geòrgia al govern Federal.

## Antecedents
Els creeks van ser una confederació de tribus amb diverses costums i històries. Durant diverses dècades, havien cedit petites porcions de les seves vastes terres al govern federal en una varietat de tractats i acords. Havien estat aliats amb els britànics en la Guerra de 1812. El Tractat de Fort Jackson de 1814, que va posar fi a la Guerra Creek estipulava que els creeks cedirien 23 milions d'acres (93.000 km²) de terra de primera qualitat als estats del sud, deixant els creeks una zona al voltant del riu Chattahoochee. La Confederació Creek va promulgar una llei que considerava ofensa capital fer més concessions de terres. No obstant això, a mitjan dècada de 1820, els dos partits polítics a Geòrgia van afavorir la total deportació dels indis a l'oest. El governador demòcrata Governador George Troup va decidir resoldre la situació agressivament.
El Consell dels Baixos Creek, una petita facció liderada pel cosí germà de Troup, William McIntosh, signà el Tractat d'Indian Springs el 13 de febrer de 1825, cedint una gran quantitat de territori creek als Estats Units. No obstant això, els altres caps i guerrers (particularment les creeks superiors) van protestar aquest acord, afirmant que els signants no tenien l'autoritat per parlar en nom de tota la Nació Creek. Executaren McIntosh el 31 de maig perquè violà la seva llei que prohibia les concessions de terres.

## El tractat
El nou president John Quincy Adams no va considerar que el tractat fos vàlid, i va pressionar a Troup per aturar les incursions blanques en terres índies. Els líders Creek van ser convocats a Washington, DC per negociar un acord pacífic. Un nou tractat va ser negociat entre el govern i una reunió àmplia de diversos líders creeks, unificat sota el seu portaveu Opothleyahola. Es va anul·lar el tractat d'Indian Springs i cediren als Estats Units totes les terres pertanyents als creeks al costat est del riu Chattahoochee per a un pagament únic de 217,600 dòlars i una renda anual de 20.000 $. El tractat estipulava que els signants del Tractat d'Indian Springs tindrien els mateixos privilegis que els que van signar el nou tractat, i es feien les assignacions de fons per als baixos creeks sota el difunt William McIntosh per enviar una diputació de 5 persones a explorar les terres a l'oest del riu Mississipi per al potencial de reassentament. El govern llavors finançaria la reubicació, així com l'abastament per a la subsistència de tot un any, un agent indi a temps complet, intèrpret, ferrer i carreter. El tractat proporcionava una remuneració econòmica pels danys causats per les lluites internes entre els baixos creeks de McIntosh i la resta de la Nació Creek. Els creeks legalment retenien la possessió de totes les seves terres fins a l'1 de gener de 1827, després conservarien una petita part a la frontera d'Alabama-Geòrgia.
El tractat fou signat el 24 de gener de 1826. Un article complementari signat el 31 de març de 1826 va corregir alguns errors i va estipular la definició exacta de la frontera entre Geòrgia i la reserva Creek. El Govern Federal es va comprometre a pagar als creeks 30.000 dòlars per un altre tros de terra (que es va convertir en el comtat de Carroll).
No satisfet amb el nou tractat i sota una intensa pressió dels expansionistes, el governador Troup va ordenar als registradors de la terra fer un sorteig, incloent la peça que havia de romandre en mans creek. El president va intervenir amb tropes federals, però Troup va cridar la milícia estatal, i Adams, temorós d'un guerra civil, li ho va permetre. El govern va permetre Troup renegociar l'acord ràpidament i aprofitar totes les terres creek que quedaven a l'estat. Pel 1827 els creek se n'havien anat de Geòrgia. Dins dels vuit anys, la majoria d'ells serien traslladats d'Alabama a l'anomenat Territori Indi (moderna Oklahoma).